# Rooterberg
Der Rooterberg ist ein Höhenzug im Schweizer Kanton Luzern, zu kleineren Anteilen auch in den Kantonen Schwyz und Zug, der sich in zwei parallelen, in variszischer Südwest-Nordost-Richtung streichenden Kämmen von Luzern im Südwesten bis Rotkreuz im östlichen Norden und dem Zugersee im Nordosten erstreckt. Er trennt den Vierwaldstättersee im Süden vom Reusstal im Nordwesten. Seine höchste Erhebung liegt mit 839,9 m ü. M. gut 400 Meter über dem Vierwaldstättersee und rund 425 Meter über dem Zugersee.

## Topographie

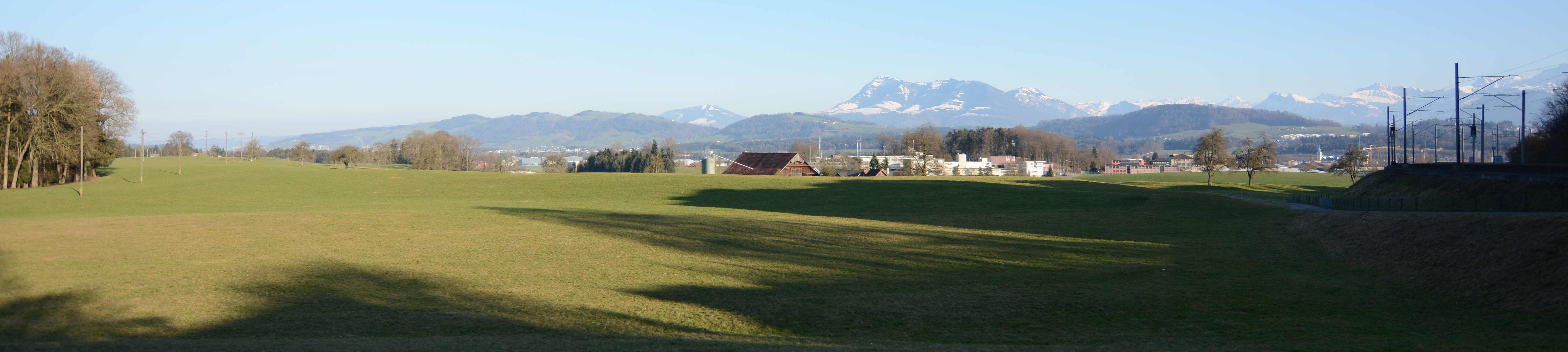
Der Rooterberg im Mittelgrund, Blick von Emmenbrücke. Im Hintergrund die Rigi

Der Rooterberg im engeren Sinne erstreckt sich etwa sieben Kilometer als gleichförmiger Kamm vom Götzetal westlich Udligenswils nach Nordosten bis kurz vor die A4. Seine Kammlinie teilt sich wiederum in zwei gratartige, nur rund 300 Meter voneinander entfernte parallele Kämme, deren nordwestlicher die höchsten Erhebungen trägt. Erhebungen auf dem Hauptkamm sind (von Nordosten nach Südwesten) Michelschrüz (795 m), Ochsewald (831 m), Fusterli (836 m), der Kulminationspunkt Chare (839,6 m) und Haasenberg (796 m). Nach Südwesten setzt sich, jenseits des Götzetals, diese Kammlinie im Dotteberg (749 m) und, jenseits eines etwas weniger signifikanten Einschnittes bei Adligenswil, im Hombrig (684 m) fort, bis der Höhenzug 5,5 Kilometer südwestlich des Götzetals in besiedelten, höher gelegenen Luzerner Ortsteilen allmählich ausläuft (Dreilinden 553 m, Bramberg 511 m).
Nach Nordosten setzt sich die Kammlinie jenseits der Autobahn vage in Chilchberg (531 m) und der Halbinsel bei Schloss Buonas (bis 463 m) fort.
Der zweite, mit maximal 651 Metern insgesamt weniger hohe Hauptkamm mit dem Meggerwald verläuft rund 2 Kilometer südöstlich parallel und ist, speziell im Nordosten, deutlich weniger stark als Kamm ausgeprägt. Er setzt sich nordöstlich der Autobahn im Chiemen (601 m) fort, der ebenfalls in einer Halbinsel des Zugersees (Gipfel mit 542 und 510 m) ausläuft.
Der eigentliche Hauptkamm fällt nach Nordwesten zum Tal der Ron mit dem Rotsee, einem Nebental des Reusstals, vergleichsweise schroff ab. Zwischen Ron und Reuss verläuft im Hundsrüggen ein weiterer paralleler Kamm, der jedoch mit maximal 508 Metern deutlich niedriger bleibt, aus deutlich jüngeren Gesteinen aufgebaut ist und eher als interne Erhebung des Reusstals anzusehen ist. 

## Orte
Die grösste Siedlung auf dem Rooterberg ist Adligenswil, daneben Udligenswil und Meierskappel, die am Südhang des Hauptkammes liegen. Nördlich befinden sich im Rontal Ebikon, Dierikon, Root, Gisikon, Honau und Rotkreuz. Politisch gehört der Hauptteil zum Kanton Luzern, der äusserste Norden zum Kanton Zug und der Nordosten in den Kanton Schwyz.

## Geologie
Der Rooterberg ist Teil der sich vom Thunersee bis zum Bodensee hinziehenden Molassekämme, die sich orogenetisch nördlich der Alpen im Tertiär aufgefaltet haben, etwa beginnend vor 23 Mio. Jahren. In den Eiszeiten wurde das Gebiet vollständig glazial überformt, in Teilbereichen wie dem Götzetal auch fluvial (Quartär). Ein Steinbruch baut Rooter Plattensandstein ab, der lokale Bedeutung hat.

## Nutzung
Während die Kammlagen grossteils bewaldet sind, herrscht ansonsten Weidewirtschaft vor. Wenige Strassen queren den Hauptkamm des Rooterbergs, neben den Zufahrtsstrassen nach Adligenswil die Strasse durch das Götzetal und die kleine Passstrasse am Michelschrüz, wo sich auch die Kapelle Michaelskreuz befindet.

## Kulturdenkmäler
Auf dem Rooterberg befinden sich einige Kulturgüter nationaler Bedeutung, darunter das Schlössli Götzental in Dierikon, das Haus Otto Pfeifer in Udligenswil, der Bauernhof Hinterspichten in Meierskappel, die Piuskirche in Meggen und Schloss Meggenhorn.

## Belege
1. ↑  Geologieviewer der Schweizer Bundesverwaltung (Hinweise)
2. ↑  Geoserver der Schweizer Bundesverwaltung (Hinweise)
3. ↑  Website des Herstellers (Memento des Originals vom 27. November 2013 im Internet Archive)  Info: Der Archivlink wurde automatisch eingesetzt und noch nicht geprüft. Bitte prüfe Original- und Archivlink gemäß Anleitung und entferne dann diesen Hinweis.
4. ↑  Beschreibung im Pässelexikon von quaeldich.de